# شهیدآباد (منوجان)
شهیدآباد، روستایی در دهستان بجگان بخش آسمینون شهرستان منوجان در استان کرمان ایران است.

## جمعیت
بر پایه سرشماری عمومی نفوس و مسکن در سال ۱۳۹۵، جمعیت این روستا برابر با ۶۳ نفر (۲۲ خانوار) بوده‌است.